# Lewis Smith
Lewis Smith (16 marzo 2000) è un calciatore scozzese, centrocampista del Livingston.

## Caratteristiche tecniche
È un centrocampista centrale.

## Carriera

### Club
Cresciuto nel settore giovanile dell'Hamilton Academical, ha esordito in prima squadra il 31 ottobre 2018 in occasione dell'incontro di Scottish Premiership perso 3-0 contro l'Aberdeen. 

### Nazionale
Ha giocato nelle nazionali giovanili scozzesi Under-17 ed Under-21.

## Statistiche
Statistiche aggiornate al 15 novembre 2020.

### Presenze e reti nei club
| Stagione        | Squadra             | Campionato      | Campionato | Campionato | Coppe nazionali | Coppe nazionali | Coppe nazionali | Coppe continentali | Coppe continentali | Coppe continentali | Altre coppe | Altre coppe | Altre coppe | Totale | Totale | Totale |
| Stagione        | Squadra             | Comp            | Pres       | Reti       | Comp            | Pres            | Reti            | Comp               | Pres               | Reti               | Comp        | Pres        | Reti        | Pres   | Reti   |        |
| --------------- | ------------------- | --------------- | ---------- | ---------- | --------------- | --------------- | --------------- | ------------------ | ------------------ | ------------------ | ----------- | ----------- | ----------- | ------ | ------ | ------ |
| 2016-2017       | Hamilton Academical | PL              | 0          | 0          | CS+CdL          | 0               | 0               |                    | -                  | -                  | CC          | 2           | 0           | 2      | 0      |        |
| 2017-2018       | Hamilton Academical | PL              | 0          | 0          | CS+CdL          | 0               | 0               |                    | -                  | -                  | CC          | 2           | 0           | 2      | 0      |        |
| 2018-2019       | Hamilton Academical | PL              | 4          | 0          | CS+CdL          | 0               | 0               |                    | -                  | -                  | CC          | 2           | 1           | 6      | 1      |        |
| 2019-2020       | Hamilton Academical | PL              | 23         | 3          | CS+CdL          | 1+4             | 1+1             |                    | -                  | -                  | CC          | 0           | 0           | 28     | 5      |        |
| 2020-2021       | Hamilton Academical | PL              | 5          | 0          | CS+CdL          | 0+1             | 0               |                    | -                  | -                  | CC          | 0           | 0           | 6      | 0      |        |
| Totale carriera | Totale carriera     | Totale carriera | 32         | 3          |                 | 6               | 2               |                    | -                  | -                  |             | 6           | 1           | 44     | 6      |        |

## Palmarès
- Scottish Challenge Cup: 2

Hamilton Academical: 2022-2023
Livingston: 2024-2025